# Шкондин, Евгений Владимирович
Евгений Владимирович Шкондин (13 февраля 1949, Куйбышев — 7 июля 1997, Ижевск) — советский футболист, вратарь. Провел 458 матчей за ижевский «Зенит».

## Биография
Воспитанник юношеской команды «Салют». Первый тренер — Анатолий Каменев.
В 1967 году Виктор Карпов пригласил 18-летнего вратаря в дубль «Крыльев Советов», в 1968 году он выступал за дубли куйбышевских «Крыльев» и «Металлурга», которые в следующем сезоне объединились. Впервые за основной состав Шкондин сыграл 9 августа 1971 года, это был домашний матч против ленинградского «Динамо», в котором он заменил Анатолия Блохина на 86-й минуте. 18 сентября в своем втором матче Шкондин вновь заменял Блохина на 75-й минуте в матче с карагандинским «Шахтером». 10 октября в матче с ашхабадским «Строителем» выходит на замену на 85-й минуте. Евгений Шкондин не пропускал во всех трех матчах. В 1972 году Шкондин стал чаще попадать в основной состав и провел в воротах 12 матчей, пропустив 13 мячей. В 1973 году основным вратарем команды стал Анатолий Блохин, а Шкондин сыграл 5 матчей. Последний матч в основном составе «Крыльев» провел 2 ноября 1973 года в Москве против «Локомотива» (0:2). В 1974 году выступал только за дубль и решил закончить карьеру игрока.
В 1975—1976 играл на первенстве города за команду «Салют».
В 1977 году бывший игрок и тренер «Крыльев Советов» Николай Горшков пригласил Шкондина в ижевский «Зенит», где стал старшим тренером. Чуть было не окончивший карьеру Шкондин на долгие годы стал лидером и основным вратарем «Зенита». Он сыграл за ижевцев 458 матчей в 15 чемпионатах.
В 1993 году работал тренером «Зенита».
Умер 7 июля 1997 года на футбольном поле во время игры за команду ветеранов.